# Amalie Marschner
Amalie Marschner (* 30. November 1794 in Heldrungen; † 29. Januar 1883 in Dresden) war eine deutsche Frauenrechtlerin und Gründerin des Vereins zum Frauenschutz in Dresden.

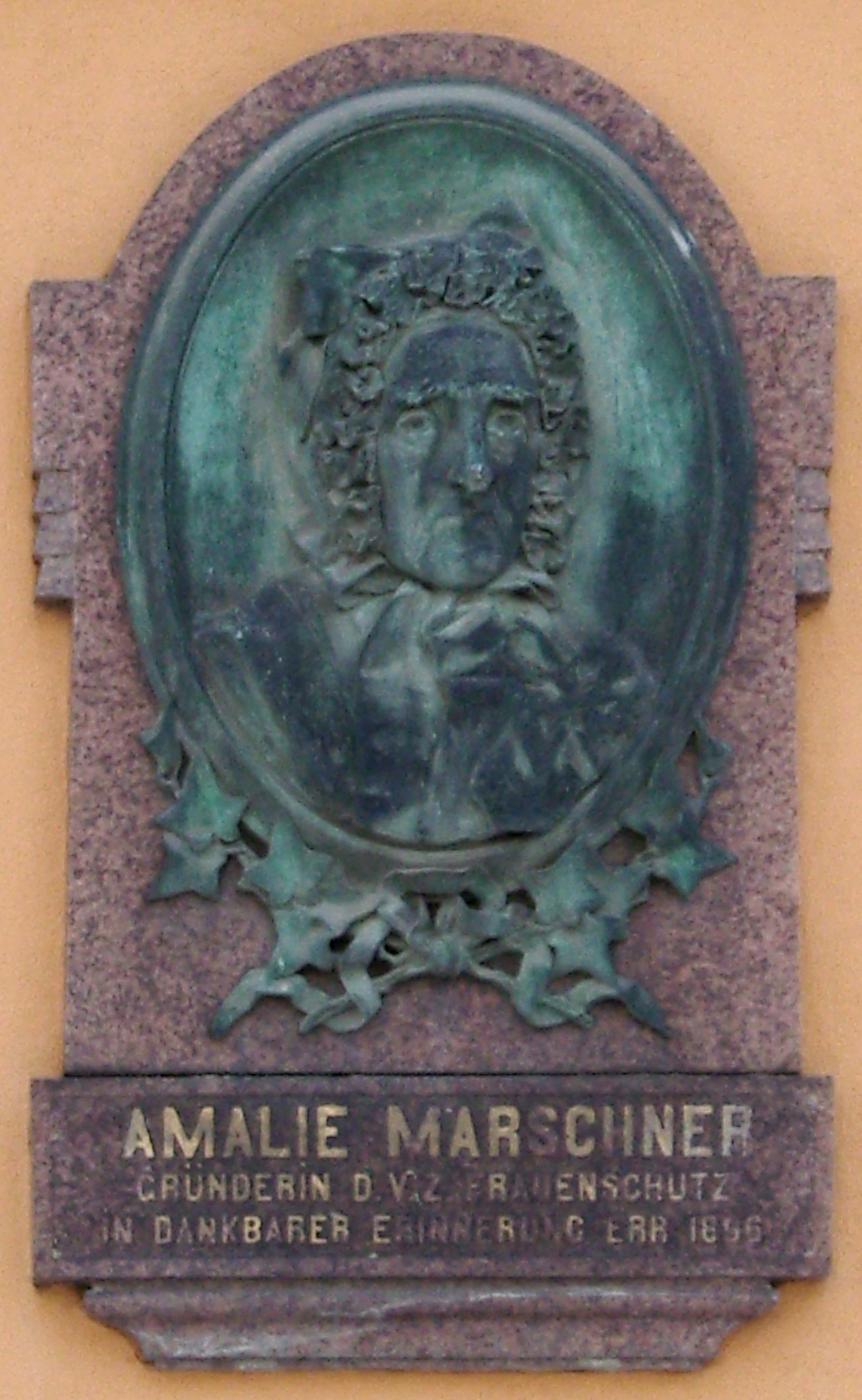
Gedenktafel für Amalie Marschner am Haus Georgenstraße 3

## Leben
Marschner kam auf Schloss Heidungen als Tochter eines höheren Militärbeamten zur Welt. Als Kind wurde eine Kopfverletzung falsch behandelt, sodass Marschner bis an ihr Lebensende an einem Nervenfieber litt. Marschner wurde zunächst von einem Hauslehrer erzogen. In ihrem neunten Lebensjahr zog die Familie auf die Festung Königstein und Marschner erhielt bis zu ihrem 13. Lebensjahr außer Klavierstunden keinen Unterricht. Sie war ab ihrem 13. Lebensjahr schließlich Schülerin in der streng geführten „Selecta für höhere Töchter“ von Pastor M. Nicolai in Dresden. Sie lernte Französisch und Handarbeiten; Hoforganist Dreisig unterrichtete sie musikalisch.
Nachdem Marschner wegen der Krankheit ihrer Mutter zu ihrer Pflege und der der Schwester und Großmutter nach Hause zurückkehren musste, erhielt sie zusammen mit ihren Brüdern Unterricht. Sie führte schließlich den Haushalt ihres Bruders, eines Geheimen Justizrats, auf der Neustädter Klostergasse und lernte in seinem Haus unter anderem Carl Maria von Weber kennen. Marschner begann auch unter dem Einfluss der Schriften Christian Fürchtegott Gellerts, selbst Novellen und Artikel zu schreiben. Die erneute Erkrankung der Mutter rief Marschner auf die Festung Königstein, wo sie bis zum Tod beider Elternteile im Jahr 1834 verblieb.
Marschner ging anschließend wieder nach Dresden und verdiente sich ihr Geld unter anderem mit Handarbeiten und Klavierspiel. Nach dem Tod ihrer Schwester nahm sie deren Tochter bei sich auf. Im Jahr 1843 gründete sie einen „Verein zum Frauenschutz“, der alte Frauen, alleinstehende Frauen und verwaiste Kinder unterstützte. 1850 bezog der Verein ein erstes Haus auf der Georgenstraße 3. Er betrieb bald eine höhere Töchterschule, einen Kindergarten und eine Fortbildungsschule. Das sogenannte „Amalienhaus“ wurde im Garten des Grundstücks Georgenstraße zur Pflege kranker Schwestern errichtet. Bis 1894 erweiterte sich der Besitz des Vereins um Grundstücke auf der parallelen Hospitalstraße und dem querenden Oberen Kreuzweg.
Marschner wurde 1871 mit dem Sidonien-Orden ausgezeichnet und zog sich aus Gesundheitsgründen aus dem Verein zurück. 1874 wurde sie zur Ehrenpräsidentin des Vereins ernannt und verstarb 1883 in Dresden.

## Werke
Marschner verfasste zahlreiche pädagogische und soziale Bücher, darunter
- Die erziehlichen Einflüsse des Lebens auf die Armen (Hamburg 1851)
- Der Verein zum Frauenschutz (Hamburg 1852)
- Der Erziehungsberuf der Frauen in seiner Wirksamkeit von sonst und jetzt (Dresden 1858)

## Gedenken
Am Haus Georgenstraße 3 in der Inneren Neustadt befindet sich eine durch den Bildhauer Adolf Rehm geschaffene Gedenktafel, die an Marschners Verdienste erinnert und die am 7. September 1897 enthüllt wurde.